# Woodditton
Woodditton est un village et une paroisse civile du Cambridgeshire, en Angleterre. Il est situé dans le sud-est du comté. Administrativement, il relève du district du East Cambridgeshire.
La fortification anglo-saxonne du Devil's Dyke a son extrémité orientale à Woodditton.

## Démographie
Au recensement de 2011, la paroisse civile de Woodditton comptait 1 818 habitants.